# Amanda Tobin
Amanda Tobin (Bathurst, 8 giugno 1960) è un'ex tennista australiana.
È conosciuta anche come Amanda Tobin-Dingwall, Amanda Tobin-Evans e Amanda Chaplin.

## Carriera
Nei tornei del Grande Slam ha ottenuto il suo miglior risultato agli Australian Open raggiungendo i quarti di finale di doppio nel 1977 (dicembre), in coppia con Keryn Pratt, e nel 1978, in coppia con Leanne Harrison.